# Центральноафриканська імперія
Центральноафриканська імперія — держава, що існувала у межах сучасної Центральноафриканської республіки у 1976-1979 роках. Виникла внаслідок проголошення президента ЦАР Жана-Беделя Бокасси імператором. Припинила своє існування у 1979 році внаслідок операції «Барракуда» Збройних Сил Франції.

## Передумови
Незалежність ЦАР була проголошена 13 серпня 1960 року. Першим її президентом став Давид Дако.
1 січня 1966 року у ЦАР відбувся державний переворот, який очолив полковник Жан-Бедель Бокасса. Він був проголошений президентом країни. З приходом його до влади пов'язано встановлення у ЦАР диктатури. 4 і 8 січня того ж року були видані конституційні акти, які надавали Бокассі широких владних повноважень та проголошували його єдиним законним представником виконавчої влади.
1972 року Бокассу проголосили довічним президентом ЦАР.

## Проголошення імперії

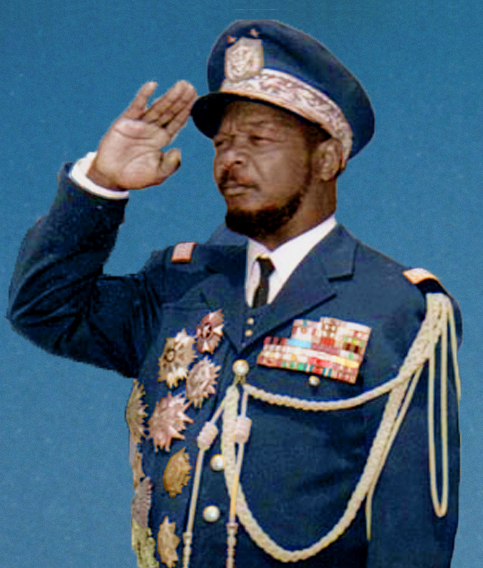
Бокасса І — імператор Центральної Африки

4 грудня 1976 року було зібрано надзвичайне засідання Руху за соціальну еволюцію Чорної Африки — правлячої та єдиної легальної партії у ЦАР. На ньому було урочисто проголошено довічного президента ЦАР Жана-Беделя Бокассу імператором Центральної Африки Бокассою І. Рівно за рік, 4 грудня 1977 року, у Бангі відбулася урочиста церемонія коронації Бокасси І. Таким чином, ЦАР із суперпрезидентської республіки трансформувалася у монархію.

## Внутрішня політика

Імператорський штандарт

Центральноафриканська імперія мала власну Конституцію. Вона проголошувала імператора головою виконавчої влади та одноосібним правителем. Влада мала передаватися по спадковості за прямою чоловічою лінією, у випадку, якщо імператор не призначить сам свого наступника. Єдиною законною партією Конституція ЦАІ проголошувала РСЕЧА.
Держава була поділена на дві частини. Перша частина — центральна, до якої входили місто Бангі та околиці, а також префектура Мбаїкі — батьківщина імператора Бокасси І. Друга частина — «периферійна», тобто всі інші провінції імперії.
Уряд Центральноафриканської імперії не дбав про населення. Його справою був тільки збір податків. Високі розміри податків та інші аспекти внутрішньої політики спонукали населення до бунтів, які придушувалися з особливою жорстокістю. Щодо злочинців вживали фізичну кару: відрубували руки, вуха, інші частини тіла. Противників імператора звільняли з посад, виганяли з імперії.

## Зовнішня політика
Зовнішня політика Центральноафриканської імперії була напрямлена на домагання від Франції, колонією якої була Центральна Африка, нових фінансових субсидій. Домагання відбувалося шантажем. Імперія зближувалася із державами комуністичного блоку, в основному з Китайською Народною Республікою, а також з лівійським диктатором Муаммаром Каддафі. На початку існування Центральноафриканської імперії офіційний Париж підтримував створення імперії.

## Ліквідація імперії
Уряд Франції починав розуміти, що підтримка існування Центральноафриканської імперії надалі може призвести до погіршення стосунків з іншими країнами Заходу. Тому Франція, користуючись своїм впливом на ЦАІ, вирішила провести операцію «Барракуда».
20-21 вересня 1979 року імператор Бокасса І перебував з офіційним візитом у Лівії. Цим і скористалася Франція. Повітряний десант Збройних Сил Франції висадився у Бангі і без жодних опору та жертв зміг захопити імператорський палац та інші урядові будівлі. Центральноафриканська імперія остаточно припинила існувати 21 вересня 1979 року.
Бокассі І політичний притулок надав Кот-д'Івуар, де самопроголошений монарх жив до своєї смерти.